# Krueng Beukah (Teunom)
Krueng Beukah is een bestuurslaag in het regentschap Aceh Jaya van de provincie Atjeh, Indonesië. Krueng Beukah telt 260 inwoners (volkstelling 2010).